# マサダ製作所
株式会社マサダ製作所（マサダせいさくじょ）は、油圧ジャッキの製造を主力とする企業である。
自動車用油圧式携行式ジャッキの専門メーカーであると自らしているが、近年では事業の40%は自動車整備機器によるものとなっている。
傘下に部品製造会社と自動車整備会社、中国子会社を有している。

## 沿革
- 1946年 - 有限会社正田製作所、創業。同年、油圧ジャッキの製造を開始。
- 1961年 - 現社名に変更。
- 2001年 - 中国に進出。

## 製品
一般の市場で販売されている製品としては、自動車整備などに使用する各種のジャッキが知られている。